# Ермак (дворец спорта)
«Ерма́к» — ледовый дворец спорта в городе Ангарске (Иркутская область). Один из самых крупных крытых дворцов спорта на территории Восточной Сибири.
Адрес — Ангарск, 192-й квартал, дом 6.
Дворец спорта «Ермак» включает в себя две арены: большую и малую. Большая арена вмещает 6 900 зрителей, в то время, как малая готова принять 1 тысячу.
26 марта 2015 года депутаты Думы города Ангарска приняли решение присвоить дворцу спорта «Ермак» имя первого директора АЭХК, основателя ангарского хоккея Виктора Федоровича Новокшенова. 
10 апреля 2015 года на фасаде стадиона в торжественной обстановке была установлена мемориальная доска.
В сентябре 2024 года на арене был установлен видеокуб.

### Малая арена
Малая арена открыта в октябре 2005 года. На ней проводит свои домашние матчи хоккейный клуб «Ермак», играющий во Национальной молодёжной хоккейной лиге. С октября 2010 года была открыта основная арена на 6 900 зрительских мест.